# Secretaria de Políticas Digitais
| Secretaria de Políticas Digitais                                                                                 |                               |
| Esplanada dos Ministérios, Bloco A - Brasília www.gov.br/secom/pt-br/composicao/secretaria-de-politicas-digitais |                               |
| Criação | 1 de janeiro de 2023 (2 anos) |
| Atual secretário-executivo                                                                                       | João Brant                    |

A Secretaria de Políticas Digitais (Sepod) é um órgão que compõe a Secretaria de Comunicação Social. É responsável por formular e implementar políticas públicas para promoção da liberdade de expressão, do acesso à informação, de enfrentamento à desinformação e ao discurso de ódio na Internet e estabelecer políticas para a inclusão de conteúdos nacionais no meio digital.

## História
A Secretaria de Comunicação Social, a qual a Sepod é subordinada, voltou a ter status de ministério com a reforma ministerial do governo Lula. Antes, a secretaria funcionava dentro do Ministério das Comunicações. Foi instituída pelo presidente Luiz Inácio Lula da Silva, vide Decreto nº 11.362, de 1.º de janeiro de 2023. Anunciado por Paulo Pimenta (Ministro-chefe da Secretaria de Comunicação Social), o atual secretário é João Brant, cientista político e mestre em Políticas de Comunicação.

## Lista de secretários-executivos
| Ano(s)          | Secretário | Presidente                |
| --------------- | ---------- | ------------------------- |
| 2023–atualmente | João Brant | Luiz Inácio Lula da Silva |